# Vera (förnamn)

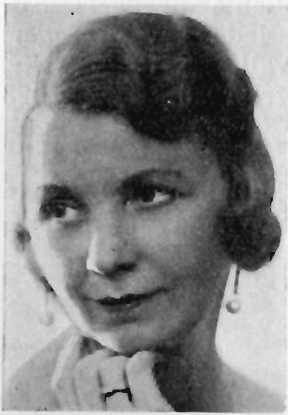
Vera Sandberg.

Vera, eller Wera, är ett kvinnonamn med latinskt ursprung, från latinska veritas, och betyder "sann". Det kan även tolkas som en kortform av Veronika. På senare tid har uppfattningen att Vera stammar från det ryska ordet vjera – "tro" blivit vanlig, men namnets ursprung i svenskan är från latinet. Både det latinska och ryska ordet härstammar från urindoeuropeiska *weh₁- .
Namnet har använts i Sverige sedan mitten av 1800-talet och blev populärt på 1910- och 1920-talen. Det har också de senaste 10 åren visat en kraftig ökning. Den 31 december 2009 fanns det 10 882 personer i Sverige med förnamnet Vera, varav 6 960 hade det som tilltalsnamn/förstanamn. År 2002 fick 244 flickor namnet, varav 149 fick det som tilltalsnamn.
Namnsdag i Sverige: 30 maj  (Sedan 2001. Dessförinnan 1986–2000 på 8 december). I den finlandssvenska namnsdagslängden har Vera namnsdag 4 augusti sedan starten 1929, då en egen namnsdagskalender togs i bruk för finlandssvenskar.

## Personer med namnet Vera/Wera
- Vera-Ellen Westmeyer Rohe – amerikansk dansös och skådespelerska
- Vera Caslavska – tjeckisk gymnast
- Vera Clouzot – fransk skådespelerska
- Vera Farmiga – amerikansk skådespelerska
- Vera Haij – pseudonym för Tove Jansson
- Vera Henriksen – norsk författare
- Vera Komisova – rysk friidrottare, OS-guld 1980
- Vera von Kræmer – författare och journalist
- Vera Krepkina – sovjetisk friidrottare
- Wera Lindby – skådespelerska
- Vera Lynn – brittisk sångerska
- Vera Miles – amerikansk skådespelerska
- Vera Muchina – rysk skulptör
- Vera Nilsson – konstnär
- Vera Popova – rysk forskare
- Vera Rubin – amerikansk astronom
- Vera Sandberg – första kvinnliga ingenjören i Sverige
- Vera Siöcrona – författare och kännare av Gamla stan i Stockholm
- Wera Skanvik – balettdansös
- Vera Tschechowa – tysk skådespelerska
- Vera Wang – amerikansk modeskapare
- Vera Zvonarjova – rysk tennisspelare